# Heinz-Josef Nüchel
Heinz-Josef Nüchel (* 13. November 1932 in Eitorf-Huckenbröl; † 17. November 2015) war ein deutscher Politiker (CDU). Er war vom 28. Mai 1975 bis 29. Mai 1985 Abgeordneter des Landtages von Nordrhein-Westfalen.

## Leben
Heinz-Josef Nüchel besuchte nach der Volksschule das humanistische Gymnasium und war von 1953 bis 1959 als Finanzbeamter tätig. 

## Politisches Engagement
1957 wurde Heinz-Josef Nüchel Mitglied der CDU, 1961 wurde er Mitglied des Gemeinderates Eitorf. 1961 bis 1979 gehörte er dem Kreistag des Rhein-Sieg-Kreises an. 1966 wurde er Kreisvorstandsmitglied der CDU Rhein-Sieg-Kreis, 1976 stellvertretender Vorsitzender und von 1969 bis 1974 Vorsitzender. Ebenfalls 1969 wurde Heinz-Josef Nüchel ehrenamtlicher Bürgermeister der Gemeinde Eitorf und blieb es bis 1984. 1970 bis 1975 war er Fraktionsvorsitzender der CDU-Kreistagsfraktion Rhein-Sieg-Kreis. Von 1989 bis 1999 gehörte Heinz-Josef Nüchel abermals dem Kreistag des Rhein-Sieg-Kreises an, gleichzeitig war er Vorsitzender der CDU-Fraktion.

## Landtagsabgeordneter
Heinz-Josef Nüchel wurde bei zwei Landtagswahlen als Direktkandidat in den Landtag Nordrhein-Westfalen gewählt, in der 8. Wahlperiode im Wahlkreis 025 (Rhein-Sieg-Kreis III) und in der 9. Wahlperiode im Wahlkreis 027 (Rhein-Sieg-Kreis I).

## Kirchliches Engagement
1960 bis 1964 war Heinz-Josef Nüchel Diözesan-Jugendführer im Erzbistum Köln. Dann wurde er Bundesleiter der Katholischen Jungmänner-Gemeinschaft (KJG) und stellvertretender Bundesführer des Bundes der Deutschen Katholischen Jugend (BdkJ) bis 1967. Danach war er Referent in der Männerseelsorge des Erzbistums. 1968 bis 1973 war Nüchel Präsident des Weltbundes der Katholischen Pfarrlichen Jugendgemeinschaften, 1975 bis 1993 Vorsitzender des Bildungswerks der Erzdiözese Köln e. V. Er war Mitglied des Zentralkomitee der deutschen Katholiken (ZdK).
1997 wurde er in Jerusalem als erster Deutscher zum Präsidenten der Internationalen Vereinigung katholischer Männer Unum Omnes gewählt, einem Verband von circa 30 Millionen Mitgliedern weltweit.

## Sonstiges
1964 bis 1966 war Heinz-Josef Nüchel stellvertretender Vorsitzender, von 1966 bis 1967 Vorsitzender des Deutschen Bundesjugendringes. 1966 bis 1969 war er Mitglied des Bundesjugendkuratoriums. 1967 bis 1974 war Nüchel Direktor des Internationalen Jugendaustausch- und Besucherdienstes der Bundesrepublik Deutschland.
1976 stiftete Heinz-Josef Nüchel als Bürgermeister der Gemeinde Eitorf den Orden „Gloria Eitorf – Humoris Causa“ (Die Ehre sei Eitorf – wegen seines Humors). Dieser Orden wird bis heute an verdiente Eitorfer Karnevalisten verliehen. Mit der Ordensstiftung, so das Statut, solle die hochherzige Förderung des heimatbezogenen Brauchtums als Quelle der Lebensfreude an Eitorfer verliehen werden, welche einen untadeligen Lebenswandel vorweisen und sich um den Eitorfer Karneval verdient gemacht haben.
1991 und 1992 war Heinz-Josef Nüchel mit Resi Prinzenpaar im Eitorfer Karneval.

## Ehrungen und Auszeichnungen
- 1978: Verdienstkreuz am Bande des Verdienstordens der Bundesrepublik Deutschland
- 1985: Verdienstkreuz 1. Klasse des Verdienstordens der Bundesrepublik Deutschland
- 1995: Komturkreuz des Päpstlichen Silvesterordens von Papst Johannes Paul II.[3]
- 2000: Orden „Gloria Eitorf – Humoris Causa“
- 2001: Großes Verdienstkreuz des Verdienstordens der Bundesrepublik Deutschland
- Ehrenbürgermeister der Gemeinde Eitorf
- Ehrenpräsident der Gemeinschaft der Katholischen Männer Deutschlands (GKMD)